# Ушаков, Вячеслав Николаевич
Вячеслав Николаевич Ушаков (род. 28 января 1951, Самара) — сотрудник органов безопасности СССР и Российской Федерации с мая 1975 года; до февраля 2011 года замдиректора ФСБ России, генерал-полковник.

## Биография
Окончил Ошский пединститут и Высшую школу КГБ СССР. Трудился помощником вальщика леса в Архангельской области, был секретарем комитета комсомола молодёжной бригады арматурщиков в Киргизии.
- С мая[1] 1975 года — на службе в органах госбезопасности.
- С 1987 года руководил контрразведкой в Ошской области Кыргызстана, затем одним из областных управлений. Участвовал в боевых действиях в Афганистане и Таджикистане.
- В 1994 году возглавил службу безопасности Беломоро-Онежского пароходства (БОП) в Петрозаводске.
- В 1997 году перешёл в центральный аппарат ФСБ России.
- В 1998—2000 гг. — полпред президента в Карелии[2].
- В 1999 г. переведен бывшим начальником УФСБ России по Карелии, а ныне секретарем Совета безопасности Российской Федерации, Николаем Патрушевым в центральный аппарат ФСБ России.
- 11 сентября 2000 года назначен начальником управления координации оперативной информации департамента анализа прогноза и стратегического планирования ФСБ России.
- Осенью[3] 2003 года назначен статс-секретарем — заместителем директора ФСБ России[4][5][6][7].
- В 2006 и 2008 годах возглавлял конкурсную комиссию ФСБ России, которая награждала деятелей искусства за создание «на высоком художественном уровне образа сотрудников органов госбезопасности»[8][9].
- 2011 год — скандальная отставка с поста замдиректора ФСБ России.

Курировал следствие и информационное обеспечение ФСБ России, в том числе и центр общественных связей.

## Отставка
21 февраля 2011 года было сообщено, что президент Российской Федерации Дмитрий Медведев подписал указ о его освобождении от должности и увольнении с военной службы; пресс-секретарь президента сказала, что причина увольнения — «допущенные недостатки в работе и нарушение служебной этики», в частности, Ушакова отправили в отставку за предоставление информации СМИ по «игорному делу», однако, о предстоящем уходе достигшего пенсионного возраста генерала говорили еще ранее. «Грубая формулировка „за нарушения служебной этики“ переводится на человеческий язык вполне однозначно: „не захотел уйти по-хорошему“», отметил журнал «Форбс».